# Worthington (Pennsylvania)
Worthington  è una borough degli Stati Uniti d'America, nella contea di Armstrong nello Stato della Pennsylvania. Secondo il censimento del 2000 la popolazione è di 778 abitanti.

## Società

### Evoluzione demografica
La composizione etnica vede una prevalenza della razza bianca (99,10%), seguita da quella afroamericana (0,26%), dati del 2000.
| borough di Worthington Popolazione |     |
| 2000                               | 778 |
| Stima al 01-07-07                  | 726 |